# Zoolook
Zoolook is het vierde reguliere studioalbum van Jean-Michel Jarre, uitgebracht op Disques Dreyfus in 1984. Het album maakt veel gebruik van digitale opnametechnieken en van samples. Het wordt door vele fans beschouwd als een van Jarres meest experimentele albums. De muziek is grotendeels opgebouwd uit zang en spraak in 25 verschillende talen, samen met synthesizers alsook meer traditionele instrumenten. Een groot deel van het album lijkt te zijn beïnvloed door elementen van musique concrète en door Jarres tijd als leerling van Pierre Schaeffer.
Delen van het album zijn bewerkingen van materiaal dat reeds was verschenen op het album Music for Supermarkets (1983). Het nummer Moon Machine werd opgenomen voor Zoolook, maar niet inbegrepen. Later verscheen het nummer op flexidisc bij Keyboard Magazine (uitgave maart 1986), op de 12-inchversie van Fourth Rendez-Vous (1986) en op het verzamelalbum Images (1991).
De stemmen die te horen zijn op dit album zijn gebaseerd op opnames in de volgende talen: Aboriginal, Afghaans, Arabisch, Balinees, Buhndi, Chinees, Nederlands (Ethnicolor II v.a. 3:15), Engels, Eskimo, Frans, Duits, Hongaars, Indisch, Japans, Malagasi, Maleis, Pygmy, Pools, Quechua, Russisch, Sioux, Spaans, Zweeds, Tibetaans en Turks.

## Tracklist

### Eerste editie (1984)
1. "Ethnicolor" – 11:40
2. "Diva" – 7:33
3. "Zoolook" – 3:52
4. "Wooloomooloo" – 3:17
5. "Zoolookologie" – 4:21
6. "Blah-Blah Cafe" – 3:21
7. "Ethnicolor II" – 3:54

### Tweede editie (1985) / geremasterde editie (1992)
(met geremixte versies van Zoolook en Zoolookologie)
1. "Ethnicolor" – 11:40
2. "Diva" – 7:33
3. "Zoolookologie (Remix)" – 3:43
4. "Wooloomooloo" – 3:17
5. "Zoolook (Remix)" – 3:52
6. "Blah-Blah Cafe" – 3:21
7. "Ethnicolor II" – 3:52

### Derde editie (1997, geremasterd)
1. "Ethnicolor" – 11:47
2. "Diva" – 7:20
3. "Zoolook" – 3:58 (bewerkte track van de eerste editie)
4. "Wooloomooloo" – 3:17
5. "Zoolookologie" – 4:14 (bewerkte track van de eerste editie)
6. "Blah-Blah Cafe" – 3:25
7. "Ethnicolor II" – 3:54

## Personeel
- Jean Michel Jarre – Keyboards, elektronische apparaten, Fairlight CMI
- Laurie Anderson – Zang ("Diva")
- Adrian Belew – Gitaren, effecten
- Yogi Horton – Drums
- Marcus Miller – Basgitaren
- Frederick Rousseau – Additioneel keyboards
- Ira Siegel – Additioneel gitaren
- David Lord – Mixing engineer
- Debbie McGee - Magiër assistente

## Instrumentenlijst
- Linn LM-1
- Linn LinnDrum
- Simmons SDS-V
- Eminent 310U
- Garfield Electronics Doctor Click
- E-mu Emulator
- Fairlight CMI-II
- ARP 2600
- EMS Synthi AKS
- Moog 55
- Oberheim OB-Xa
- Sequential Circuits Prophet-5
- Yamaha DX7
- EMS Vocoder 1000